# اندیس خاک صنعتی شمال ده صوفیان
خاک صنعتی شمال ده صوفیان یک اندیس غیرفلزی است که در حوالی شهر سمنان استان سمنان قرار دارد و مادهٔ معدنی موجود در آن، خاک صنعتی است.  